# 须叶藤科
须叶藤科只有1属—须叶藤属（Flagellaria，也称鞭藤属 ）共4种，分布在非洲、东南亚和澳大利亚西部的热带和亚热带地区，中国只有1种—须叶藤（Flagellaria indica Linn.）生长在南岭以南地区。
本科植物为多年生藤本，叶的尖端特化成卷须，依靠这些卷须攀爬。须叶藤是中药的一种原料。
1981年的克朗奎斯特分类法将其列入帚灯草目，1998年根据基因亲缘关系分类的APG 分类法将其合并到新设立的禾本目。